# Palazzo della Provincia (Parma)
Il palazzo della Provincia è un edificio dalle forme neoclassiche, situato sul lato sud di piazzale della Pace a Parma.

## Storia
Il palazzo, originariamente destinato al Corpo di guardia ducale, fu costruito sull'area un tempo occupata dal muro di confine del monastero delle religiose benedettine annesso alla chiesa di Sant'Alessandro, fondato nel 835 dalla regina Cunegonda, vedova del re d'Italia Bernardo; nel XVIII secolo il convento fu collegato attraverso un colonnato al Palazzo di Riserva; il monastero fu soppresso nel 1810, in seguito ai decreti napoleonici del 1805 e 1810, ed abbattuto nel 1821, salvando solo la chiesa di Sant'Alessandro.
Per volere della duchessa Maria Luigia, nel 1821 sulle rovine del convento fu edificato il Teatro Regio su progetto dell'architetto di Corte Nicola Bettoli, che pochi anni dopo fu incaricato anche della ristrutturazione in stile neoclassico del Palazzo Ducale (distrutto durante i bombardamenti della seconda guerra mondiale) e della costruzione del palazzo del Corpo dei guardia, i cui lavori furono avviati nel 1833.
L'edificio, completato intorno al 1841, era collegato attraverso una serie di cavalcavia sia al Palazzo Ducale, sia al Teatro Regio, sia al Palazzo di Riserva.
Divenuto proprietà dello Stato Italiano in seguito all'Unità d'Italia, il palazzo fu alienato alla Provincia di Parma nel 1870, unitamente al Palazzo Ducale, che divenne il palazzo della Prefettura, al cavalcavia che collegava il palazzo del Corpo di guardia ed il Palazzo di Riserva, agli altri due cavalcavia di collegamento col Teatro Regio, ed alla piazza Reale, all'epoca racchiusa fra il palazzo del Corpo di guardia, strada di San Barnaba (attuale strada Garibaldi) e strada della Pilotta.

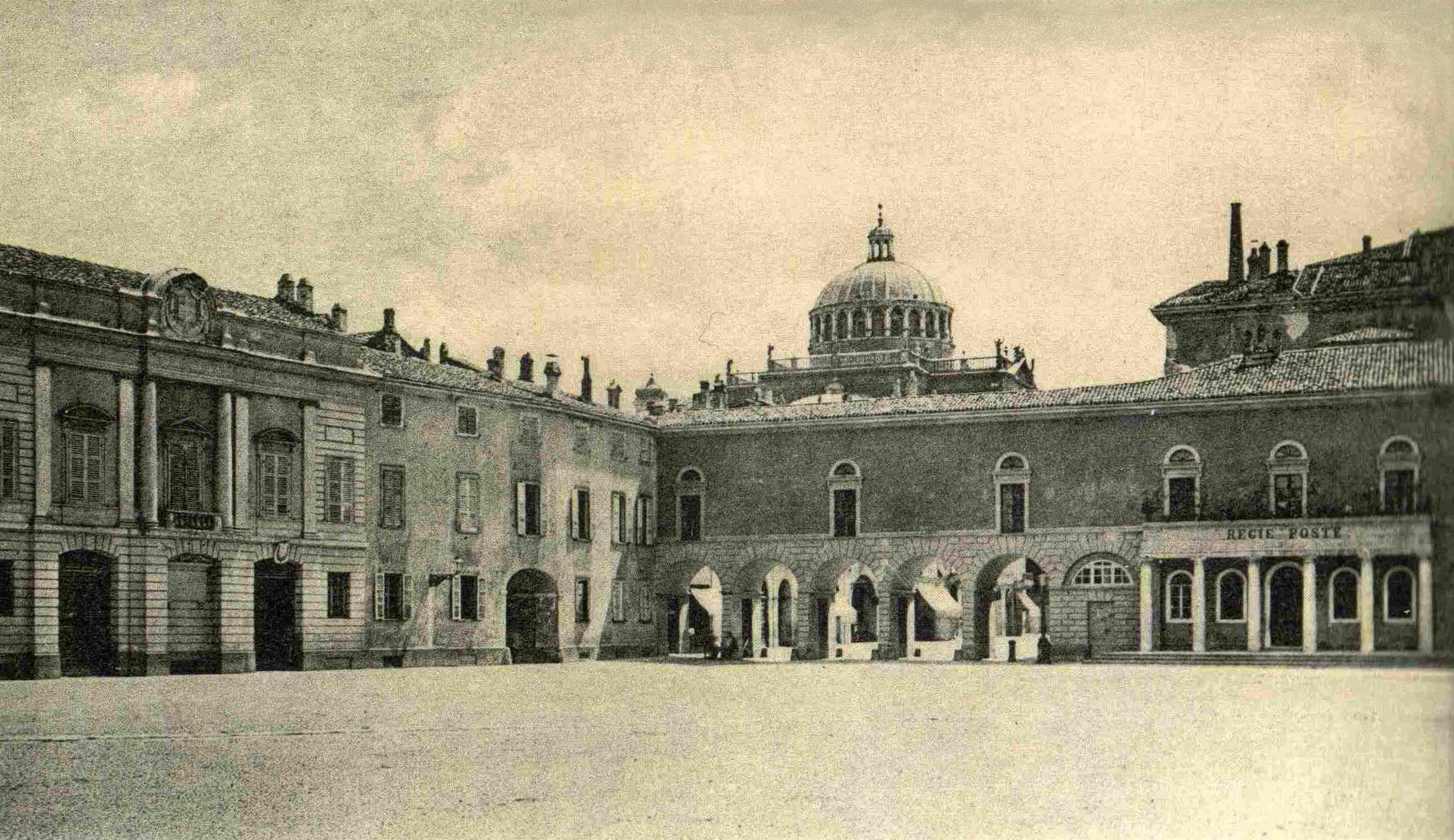
Il cavalcavia di strada Garibaldi intorno al 1880

Nel 1903, per facilitare il passaggio dei tram a cavallo lungo strada Garibaldi, il sindaco Giovanni Mariotti decise l'abbattimento del cavalcavia che univa l'edificio al Palazzo di Riserva.
Pochi anni dopo, nel 1913 il palazzo fu ristrutturato e sopraelevato, demolendo anche il colonnato d'ingresso verso il Teatro Regio e spostandolo sul piazzale della Prefettura; le facciate subirono di conseguenza profonde modifiche, soprattutto verso strada Garibaldi, ove in seguito all'abbattimento del cavalcavia mancava ancora un prospetto all'edificio.
I bombardamenti del 13 maggio 1944, che distrussero il Palazzo della Prefettura, il Teatro Reinach e parti del Palazzo della Pilotta, danneggiarono anche il palazzo della Provincia, che fu ricostruito nelle parti mancanti; il crollo del palazzo della Prefettura e dei cavalcavia di collegamento con esso comportò nel dopoguerra la necessità di chiudere il palazzo della Provincia a nord e ovest con nuove facciate, molto più spoglie rispetto al resto dell'edificio.
Agli inizi del 2018 tutti gli uffici della Provincia di Parma, compresi quelli del presidente e del consiglio, abbandonarono l'edificio per trasferirsi nel Palazzo Giordani dello stradone Martiri della Libertà; nella struttura di piazzale della Pace, ancora appartenente all'ente provinciale, rimasero soltanto gli uffici della Regione Emilia-Romagna, posti al secondo piano, e quelli dei servizi sociali del quartiere Lubiana-San Lazzaro del Comune di Parma, collocati al livello terreno.

## Descrizione

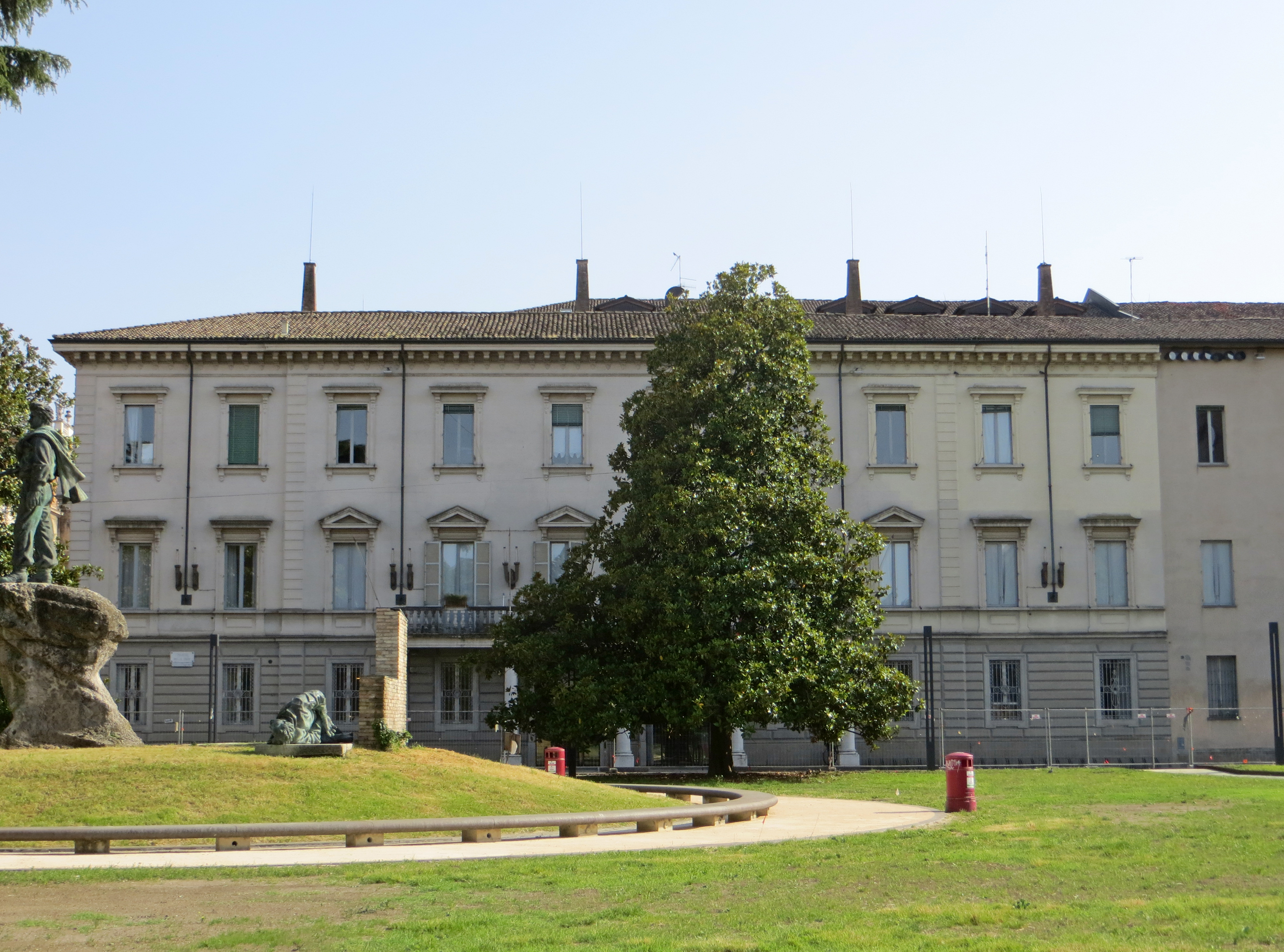
Facciata

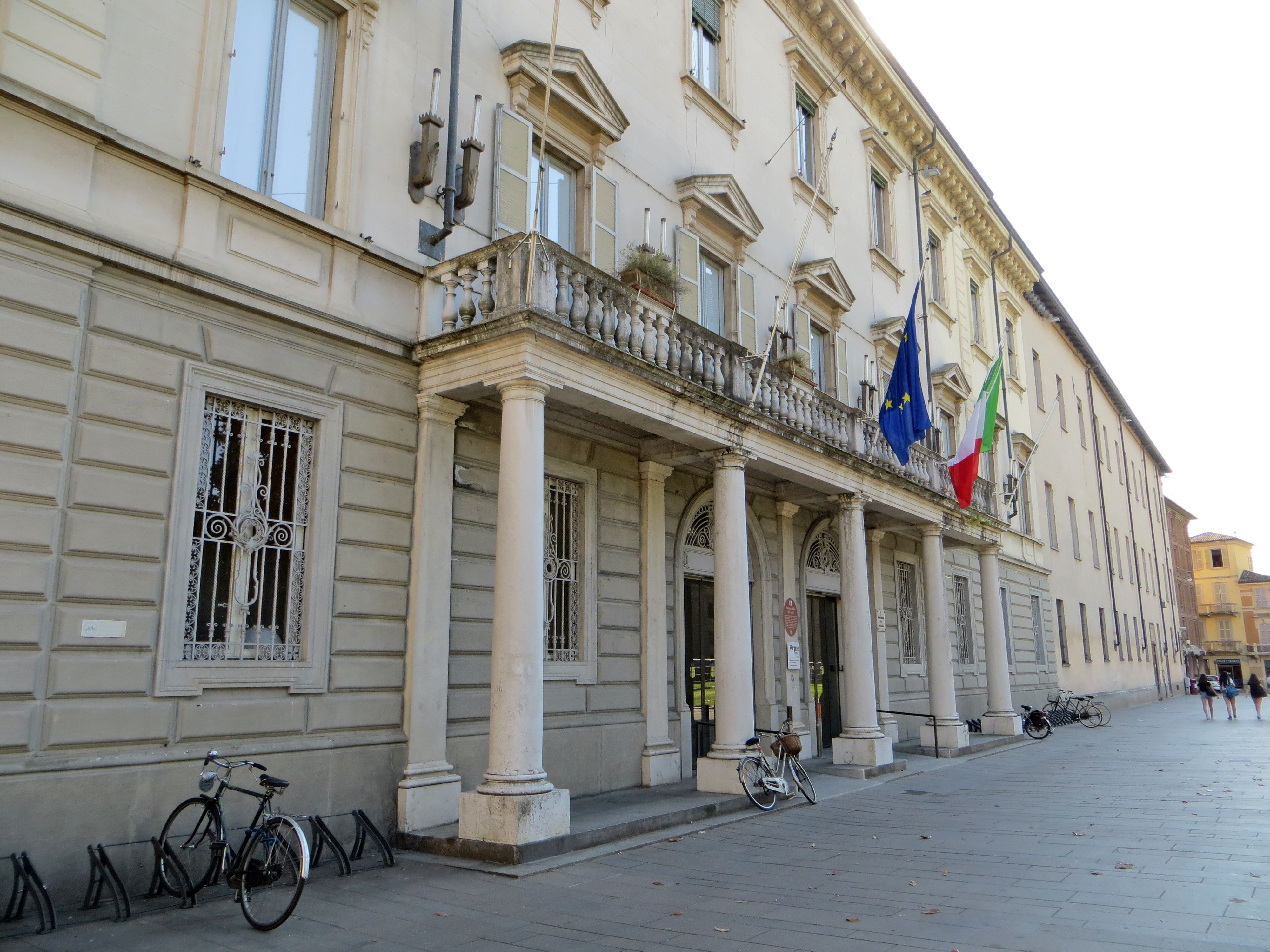
Porticato d'ingresso

L'edificio, a pianta rettangolare, si eleva su quattro piani fuori terra oltre all'interrato.
All'esterno le facciate neoclassiche su piazzale Paer, su strada Garibaldi e su circa metà di piazzale della Pace sono caratterizzate a piano terra da un rivestimento in bugnato, mentre i piani superiori sono rivestiti in pietra; tutte le finestre presentano eleganti cornici, timpanate al primo piano; l'ingresso è preceduto da un portico con colonne classiche, che sostengono un balcone balaustrato. Le restanti facciate, risalenti al dopoguerra, sono invece totalmente prive di decorazioni.
All'interno il primo piano, raggiungibile attraverso un elegante scalone, è rifinito con materiali e opere di pregio, di artisti quali Amedeo Bocchi, Remo Gaibazzi, Renzo Barilli, Claudio Spattini e altri, oltre ad arredamenti e dipinti settecenteschi e ottocenteschi, in parte provenienti dal Palazzo Ducale.
La Sala del Consiglio si distingue in particolare per la decorazione, realizzata da Armando Pizzinato tra il 1953 e il 1956; gli affreschi, che interessano tutte le pareti, raffigurano con realismo scene di lavoro (costruzione di un ponte, trebbiatura), di lotte popolari (Barricate del 1922) e della resistenza (eccidio di Bosco di Corniglio). L'intera sistemazione architettonica della sala fu avviata tra il 1955 e il 1956 a opera di Carlo Scarpa.